# Tōru Haga
Tōru Haga (ur. 9 maja 1931, zm. 20 lutego 2020 w Tokio) – japoński literaturoznawca, specjalista w dziedzinie komparatystyki literackiej i kulturowej. 

## Życiorys
W 1953 roku ukończył romanistykę w ramach nowego systemu utworzonego na Wydziale Sztuk Wyzwolonych Uniwersytetu Tokijskiego, a następnie studia magisterskie w nowo utworzonym Instytucie Studiów Podyplomowych Komparatystyki Literatury i Kultury pod kierunkiem prof. Kinji Shimady. Po ukończeniu studiów magisterskich wyjechał na stypendium do Francji, skąd powrócił do Japonii w 1957 roku.
W 1963 został etatowym wykładowcą na Wydziale Sztuk Wyzwolonych Uniwersytetu Tokijskiego, a od 1965 roku docentem. W 1966 roku prowadził studia naukowe na Uniwersytecie Princeton. W 1968 roku ukazała się jego pierwsza książka pt. „Ōkuni-no shisetsu” 1968 (Misja Ōkuni). W 1977 roku został mianowany profesorem Uniwersytetu Tokijskiego. W 1985 uzyskał stopień naukowy doktora literatury na tymże uniwersytecie (praca dyplomowa: „Kaiga-no ryōbun - kindai Nihon hikaku-bunka kenkyu” (Domena malarstwa - studia historii komparatystyki kulturowej współczesnej Japonii)). W latach 1983–1988 był szefem grona profesorów Sekcji Komparatystyki Literatury i Kultury Uniwersytetu Tokijskiego. 
16 kwietnia 1987 roku podczas krótkiej wizyty w Polsce odwiedził Sekcję Japonistyki w Instytucie Orientalistycznym Uniwersytetu Warszawskiego, a następnego dnia spotkał się w Hotelu Victoria ze studentami Japonistyki i razem tworzyli poezję haiku. 
W 1991 został mianowany profesorem w Międzynarodowym Centrum Badawczym do Studiów Japońskich (równolegle ze stanowiskiem profesora na Uniwersytecie Tokijskim). W 1992 przeszedł na emeryturę i został profesorem emerytowanym Uniwersytetu Tokijskiego. 
W grudniu 1996 roku został przewodniczącym ruchu na rzecz utworzenia Japońskiego Stowarzyszenia do Reformowania Podręcznika Historii, a gdy ostatecznie powstało ono 30 stycznia 1997 roku objął funkcję doradcy. Nadzorował również powstanie „Nowego podręcznika do historii” dla japońskich gimnazjów.
W 1997 przeszedł na emeryturę w Międzynarodowym Centrum Badawczym do Studiów Japońskich. W tym samym roku mianowany został profesorem Uniwersytetu Taisho. Od 1999 roku był profesorem i rektorem Akademii Sztuk Pięknych w Kioto.
W kwietniu 1998 został dyrektorem Muzeum Sztuki Miasta Okazaki. Funkcję dyrektora pełnił do 2010 roku. W kwietniu 2010 roku został dyrektorem Muzeum Sztuki Prefektury Shizuoka, funkcję tę pełnił do 2017 roku.
W 2006 roku został odznaczony Orderem Świętego Skarbu. 
1 listopada 2006 znalazł się w grupie ośmiu inicjatorów obchodów tysiąclecia „Opowieści o Genjim”.
W styczniu 2014 roku wziął udział w corocznej ceremonii tworzenia poezji japońskiej inaugurującej rok jako Meshido, czyli osoba szczególnie na ten rok wybrana i zaproszona przez cesarza.
W 2018 roku został członkiem Japońskiej Akademii Sztuki.
20 lutego 2020 roku zmarł na raka pęcherzyka żółciowego w szpitalu w Tokio. W dniu śmierci otrzymał tytuł arystokratyczny czwartej rangi, Shoshii.

## Nagrody i wyróżnienia
- Nagroda Suntory Gakugei przyznawana za osiągnięcia naukowe za publikację „Gennai Hiraga” (1981)
- Nagroda literacka im. Jiro Osaragi przyznawana przez wydawnictwo dziennika Asahi (Asahi-Shinbun-sha) za „Domenę malarstwa” (1984)
- Nagroda Muzeum Meiji-Mura (1993)
- Medal z Purpurową Wstęgą nadawany za osiągnięcia naukowe i artystyczne (1997)
- Nagroda za osiągnięcia przyznawana przez wydawnictwo Dziennika Kioto (Kyoto-Shimbun) za odciągnięcia w dziedzinie kultury i nauki (2000)
- Order Świętego Skarbu III klasy (2006)[11]
- Nagroda literacka Rennyo za publikację „Japonia, kraj sztuki” (2011)
- Nagroda dla współczesnych twórców poezji haiku (2012)
- Zasłużony dla Kultury Miasta Kioto (2012)
- Nagroda Muzeum pamięci Inoue Yasushi za osiągnięcia w dziedzinie kultury (2017)
- Nagroda Japońskiej Akademii Sztuki przy Japońskiej Agencji Kultury (odpowiednik Ministerstwa Kultury) i wręczana wraz z upominkiem od pary cesarskiej oraz włączenie w poczet członków Japońskiej Akademii Sztuki (2018)[12].
- Nadanie tytułu arystokratycznego czwartej rangi, Shoshii (2020)[13].

## Dzieła

### Publikacje indywidualne
- 『大君の使節』1968 „Ōkuni-no shisetsu” 1968 (Misja Ōkuni)
- 『渡辺崋山－優しい旅びと』1974 „ Watanabe Kazan - yasashii tabibiti” 1974 (Kazan Watanabe - wędrowca) seria: „Nihon-no tabibito 13-nin” (13 japońskich wędrowców)
- 『みだれ髪の系譜』 1981／ 1988  „Midaregami-no keifu” 1981 i 1988 (Genealogia splątanych włosów)
- 『平賀源内』1981／1989　„ Hiraga Gennai” 1981 (Gennai Hiraga)
- 『絵画の領分－近代日本比較文化史研究』1984／1990  „Kaiga-no bunryō - kindai Nihon hikaku-bunka kenkyu” 1984 (Domena malarstwa - studia historii komparatystyki kulturowej współczesnej Japonii)
- 『與謝蕪村の小さな世界』1986／1988 „ Yosa Buson-no chiisana sekai” 1986 i 1988 (Mały świat Yosy Busona)
- 『文化の往還 比較文化のたのしみ』1989  „Bunka-no ōfuku” 1989 (W tę i z powrotem przez kulturę)
- 『岩倉使節団の西洋見聞－「米欧回覧実記」を読む』1990  „ Iwakura shisetsu-dan-no seiyö-kenkan - „beiō-kairan-jikki-wo yomu” 1990 (Obserwacje Zachodu przez zespół misji Iwakury - lektura „Zapisu wizyty w Ameryce i Europie”)
- 『きのふの空 東大駒場小景集』1992  „Kinofu-no sora - Tōdai Komaba kokei-shu” 1992 (Wczorajsze niebo - Zbiór scen z kampusu Komaba Uniwersytetu Tokijskiego)
- 『詩の国 詩人の国』 1997  „Shi-no kuni  shijin-nokuni” 1997 (Kraj poezji  kraj poetów)
- 『詩歌の森へ－日本詩へのいざない』 2002  „Shiika-no mori-he - Nihonshi-he-no izanai” 2002 (Do lasu poezji -zaproszenie do poezji japońskiej)
- 『ひびきあう詩心－俳句とフランスの詩人たち』 2002  „Hibikiau shishin - haiku-to furansu-no shijintachi”  (Współbrzmiąca inspiracja poetycka - haiku i poeci francuscy)
- 『みやこの円熟　江戸期の京都文化史再考』 2004  „Miyako-no enjuku  Edo-ki-no Kyōto-bunka-shi saikō”  (Dojrzałość miasta - Refleksje na temat historii kultury Kyoto w  okresie Edo)
- 『藝術の国日本　画文交響』2010 „Geijutsu-no kuni Nihon” (Japonia, kraj sztuki)
- 『文明としての徳川日本』 2017  „Bunka-to-shite-no Tokugawa Nihon”  (Japonia czasów Tokugawa jako kultura)
- 『桃源の水脈　東アジア詩画の比較文化史』2019  „Tōgen-no suimyaku - Higashi-Ajia-shiha-no hikaku-bunka-shi” (Zlewisko wód Krainy Kwitnących Brzoskwiń - historia komparatystyki kulturowej Azji Wschodniej)

Wydane pośmiertnie
- 『外交官の文章　もう一つの近代日本比較文化史』2020  „Gaikōkan-no bunshō  mō hitotsu-no kindai Nihon hikaki-bunka-shi” (Pisma dyplomatów - jeszcze jedna historia komparatystyki kulturowej współczesnej Japonii)
- 『文明の庫 Ｉ 静止から運動へ　 近代日本比較文化史研究』2021  „Bunmei-no kura I  Seishi-kara undō-e  kindai Nihon hikakubunka-shi kenkyu”  (Skarbiec cywilizacji I  od bezruchu do aktywności. Studia historii komparatystyki kulturowej współczesnej Japonii)
- 『文明の庫 IＩ 夷狄の国へ　近代日本比較文化史研究』2021  „Bunmei-no kura II  Itaki-no kuni-e  kindai Nihon hikakubunka-shi kenkyu”  (Skarbiec cywilizacji II do krainy barbarzyńców.  Studia historii komparatystyki kulturowej współczesnej Japonii).

### Publikacje zbiorowe
- 明治百年の序幕 （大世界史21） 文藝春秋、1969。井上勲と共著     „Preludium do stulecia epoki  Meiji”(Wielka historia świata, tom 21) (Meiji-hyakunen-no jomaku” („Dai-sekai-shi 21) 1969 wspólnie z Isao Inoue
- 明治維新と日本人 1980。あとがきに注記.  „Restauracja Meiji a Japończycy” (Meiji-ishin-to Nihonjin) 1980 posłowie i przypisy
- 日本の名著22 杉田玄白・平賀源内・司馬江漢  1971、1983.  „Klasycy literatury japońskiej tom 22 - Genpaku Sugita, Gennai Hiraga, Kōkan Shiba” (Nihon-no meicho 22 Sunita Gempaku, Hiraga Gennai, Shiba Kōkan) 1971 i 1983
- 講座比較文学 全8巻 平川・亀井俊介・小堀桂一郎共編 1973-76   „Kurs literaturoznawstwa porównawczego w 8 tomach” (Kōza hikaku bungaku zen 8 kan) 1973-76 edycja wspólnie z Sukehiro Hirakawa, Shunsuke Kamei, Keiichirō Kobori
- 批評日本史 政治的人間の系譜 徳川吉宗 奈良本辰也・楢林忠男共著 1973   „Krytyczne spojrzenie na historię Japonii - genealogia polityków: Yoshimune Tokugawa” (Hihyō Nihon-shi seiji-teki ningen-no keifu - Tokugawa Yoshimune) 1973 wspólnie z  Tatsuya Naramoto i Tadao Narabayashi
- 平凡社ギャラリー 崋山-四州真景 1974 „Galeria Heibonsha - Kazan - prawdziwy obraz czterech prowincji” (Heibonsha Gyarari - Kazan - Shishu shinkei) 1974
- 芸術の精神史 蕪村から藤島武二まで 共同討議 高階秀爾共編  1976   „Historia duchowości sztuki - od Busona do Takeji Fujishima - zbiorowa dyskusja” (Geijutsu-no seishinshi - Buson-kara Fujishima Takeji-made Kyōdō tōgi) 1976 wspólnie z Juji Takashima
- 明治大正図誌 東京 3 小木新造共編  1979  „Ilustrowany magazyn epok Meiji i  Taishō  - Tokyo 3” (Meiji Taishō zushi Tokyo 3) 1979 wspólnie z Shinzō Ogi
- カンヴァス日本の名画 高橋由一 青木茂共著  1979  „Arcydzieła malarstwa na płótnie Japonii” (Kanvasu-Nihon-no meiga”) 1979 wspólnie z Yuichi Takahashi i Shigeru Aoki
- 近代漫画〈4〉 日露戦争期の漫画 浅井忠・小杉未醒 清水勲共編  1985  „Współczesne komiksy (4) Komiksy czasów  wojny japońsko-rosyjskiej ”(Kindai manga (4) nichirō-sensō-ki-no manga) 1985 wspólnie zChu Asai, Hōan Kosugi i Isao Shimizu
- 海外の日本人小事典 エッソ石油広報部 1985  „Mały słownik Japończyków za granicą” (Kaigai-no Nihonjin kojiten) 1985
- 近代漫画〈1〉 幕末維新期の漫画 C＝ワーグマン・河鍋暁斎 清水勲共編  1986  „Współczesne komiksy (1) Komiksy czasów Restauracji Meiji” (Kindai manga (1) Meiji-ishin-ki-no manga) 1986 wspólnie z Kyōsai Kawanabe i Isao Shimizu
- 江漢西遊日記 司馬江漢  1986。太田理恵子共校注   „Dziennik podróży na zachód pióra Kōkan Shiba” (Kōkan-saiyu-nikki Shiba Kōkan) 1986 korekta i przypisy wspólnie z Rieko Ōta
- 外国人による日本論の名著 ゴンチャロフからパンゲまで 佐伯彰一共編  1987  „Słynne dzieła zagranicznych autorów na temat teorii o Japończykach (Nihonjinron) - od  Gonczarowa  po Pinguet’a” (Gaikokujin-ni yoru Nihonjinron-no meicho- Goncharofu-kara Pange-made) 1987 edycja wspólnie z Shōichi Saeki
- 小出楢重随筆集  1987  „Zbiór esejów pióra Narashige Koide” (Koide Narashige zuihitsu-shu) 1987
- 文学の東西 辻瑆共編著 1988  „Wschód i Zachód w literaturze” (Bungaku-no Tōzai) 1988 edycja wspólnie z Hikaru Tsuji
- ビゴー素描コレクション 全3巻 清水勲・酒井忠康・川本皓嗣共編  1989  „Kolekcja szkiców Bigot’a” 3 tomy (Bigō subyō korekushon zen 3 kan) 1989 edycja wspólnie z Isao Shimizu, Tadayasu Sakai i Kōji Kawamoto 1989
- 世紀末から新世紀末へ  1990  „Od schyłku wieku po schyłek nowego wieku” (Seikimatsu-kara Shin-seikimatsu-made) 1990
- 写真で見る江戸東京 岡部昌幸共著 新潮社「とんぼの本」1992  „ Edo  i Tokyo widziane na zdjęciach” (Shashin-de miru Edo Tōkyō) 1992 autorstwo wspólne z Masayuki Okabe
- 世界都市の条件 高階秀爾共編 1992  „Kryteria bycia światowym miastem” (Sekai-toshi-no jōken) 1992 edycja wspólniez Shuji Takashina
- 絵のなかの東京 ビジュアルブック江戸東京  1993  „Tokyo w obrazach - Ilustrowana książka o Edo i Tokyo” (E-no naka-no Tōkyō - bijuaru-bukku Edo Tōkyō) 1993
- 叢書 比較文学比較文化〈1〉 文明としての徳川日本  1993  Seria książek „Komparatystyka literacka i kulturowa (1) - Japonia epoki Tokugawa jako cywilizacja” (Sōsho Hikaku-bungaku hikaku-bunka (1) Bunmei-to shite-no Tokugawa Nihon) 1993
- 水墨画の巨匠 第12巻 蕪村 早川聞多共著  1994  „Wielcy mistrzowie  malarstwa tuszem  tom 12 Buson” (Suibokuga-no kyoshō dai 12 kan Buson)1994 wspólnie z Monta Hayakawa
- 河鍋暁斎画集  1994  „Album malarstwa Kyōsai Kawabe” (Kawabe Kyōsai gashu) 1994
- 江戸のなかの近代－秋田蘭画と『解体新書』 1996。高階秀爾・武塙林太郎・養老孟司・成瀬不二雄・河野元昭と共著„Historia najnowsza wpisana w okres Edo - malarstwo w stylu Akita-ranga (Edo-no naka-no kindai - Akita-ranga i „Nowe ujęcie Anatomii”) 1996 wspólnie z Juji Takashima, Rintarō Takehana, Takashi Yōrō, Fujio Naruse, Motoaki Kōno
- 翻訳と日本文化 国際文化交流推進協会〈シリーズ国際交流〉 2000  „Przekłady a kultura japońska” (Hon’yaku-to Nihon-bunka - kokusai bunka-kōryu ishin kyōkai (shirizu kokusai-kōryu) 2000
- 創像新世紀  2001  „Nowy wiek twórczości” (Sōzō shin-seiki) 2001
- 京都学を学ぶ人のために 冨士谷あつ子共編 世界思想社 2002  „Dla zgłębiających naukę o Kioto” (Kyōto-gaku-wo manabu hito-no tame-ni) 2002 edycja wspólna z Atsuko Fujitani
- ワーグマン素描コレクション（上下） 酒井・清水・川本・新井潤美編 2002  „Kolekcja szkiców Wirgman’a„ (2 tomy) (Waguman subyō korekushon (jō-ge)) 2002 edycja Sakai, Shimizu, Kawamoto, Megumi Arai
- 岩倉使節団の比較文化史的研究 2003  „Studia komparatystyczne dotyczące misji Iwakury” (Iwakurashisetu-dan-no hikaku-bungaku hikaku-bunka kenkyu) 2003
- 古寺巡礼京都27 泉涌寺　上村貞郎共著 2008  „Pielgrzymka do starych świątyń Kioto 27 (Koji junrei Kyōto 27 Sennyu-ji) 2008 wspólnie z Takurō Kamimura
- ポストモダンを超えて－21世紀の芸術と社会を考える 三浦雅士編、高階秀爾・山崎正和ほか6名 2016  „Przewyższyć post-modernizm - rozważania nad sztuką i społeczeństwem 21 wieku” (Posuto-modna-wo koete - 21-sroki-no geijutu-to shakai-wo kangaeru) 2016 edycja Masashi Miura, wspólnie z  6 innymi współautorami min. Juji Takashima i Masakazi Yamazaki.

### Przekłady
- George Bailey Sansom „The Western World and Japan: A Study in the Interaction of European and Asiatic Cultures.” Tom 1 i 2 1949 wraz z Madoką Kanai, Miroru Tada i Sukehiro Hirakawa 1966, 1983, 1995  ジョージ・サンソム『西欧世界と日本』 金井圓・多田実・平川祐弘共訳  1966／1983／1995
- A. M. Craig/ D. H. Shively „Personality in Japanese History” (1971) wraz z Yukihiko Motoyama, i Madoką Kanai 1973-74    A.M.クレイグ/D.H.シャイヴリ編『日本の歴史と個性 現代アメリカ日本学論集』本山幸彦・金井圓共監訳  1973-74
- Donald Keene „The Japanese Discovery of Europe: Honda Toshiaki and other discoverers 1720–1952”.  ドナルド・キーン『日本人の西洋発見』 1968／1976／1982／2014
- Samuel Siegfried Bing „Le Japon artustique” 1888-1891 wraz z Seiji Ōshima, Chuji Ikegami i Shin’ichi Segi 1981  サミュエル・ビング『藝術の日本』 大島清次・池上忠治・瀬木慎一共訳 1981.